# Тарновський повіт
Тарновський повіт (пол. powiat tarnowski) — один з 19 земських повітів Малопольського воєводства Польщі. Утворений 1 січня 1999 року в результаті адміністративної реформи.

## Загальні дані
Повіт знаходиться у східній частині воєводства.
Адміністративний центр — місто Тарнув (не входить до складу повіту).
Станом на 1.01.2008 населення становить 194 487 осіб, площа 1411,58 км².

## Історія
З 1 серпня 1934 року села повіту розпорядженням міністра внутрішніх справ № 643 були об'єднані у гміни.

## Демографія
Демографічні дані повіту станом на 30.06.2005:
|       | Всього  | Всього | Жінки  | Жінки | Чоловіки | Чоловіки |
| ----- | ------- | ------ | ------ | ----- | -------- | -------- |
|       | осіб    | %      | осіб   | %     | осіб     | %        |
| Повіт | 192 998 | 100    | 97 424 | 50,5  | 95 574   | 49,5     |
| Міста | 15 965  | 100    | 8151   | 51,1  | 7814     | 48,9     |
| Села  | 177 033 | 100    | 89 273 | 50,4  | 87 760   | 49,6     |